# Vitaterra
Vitaterra, es el mayor fabricante español de abonos y fertilizantes para jardinería. Es una marca perteneciente al Grupo Mirat, fundado en 1812 en Salamanca, el cual también está especializado en el sector de abonos y fertilizantes. Vitaterra produce, además de abonos y fertilizantes, insecticidas, antiplagas, fungicidas y herbicidas, siempre dedicados a jardinería, y una línea para agricultura ecológica llamada "Vitaterra Nature". Desarrolla su actividad comercial tanto en España como en Portugal.
Sus instalaciones, tanto las de Vitaterra como las del resto del grupo, son el único exponente bien conservado de la industria salmantina del siglo XIX, además su interior conserva los restos del Convento de Nuestra Señora de la Victoria perteneciente a la Orden de San Jerónimo, de finales del siglo XV.

## Historia

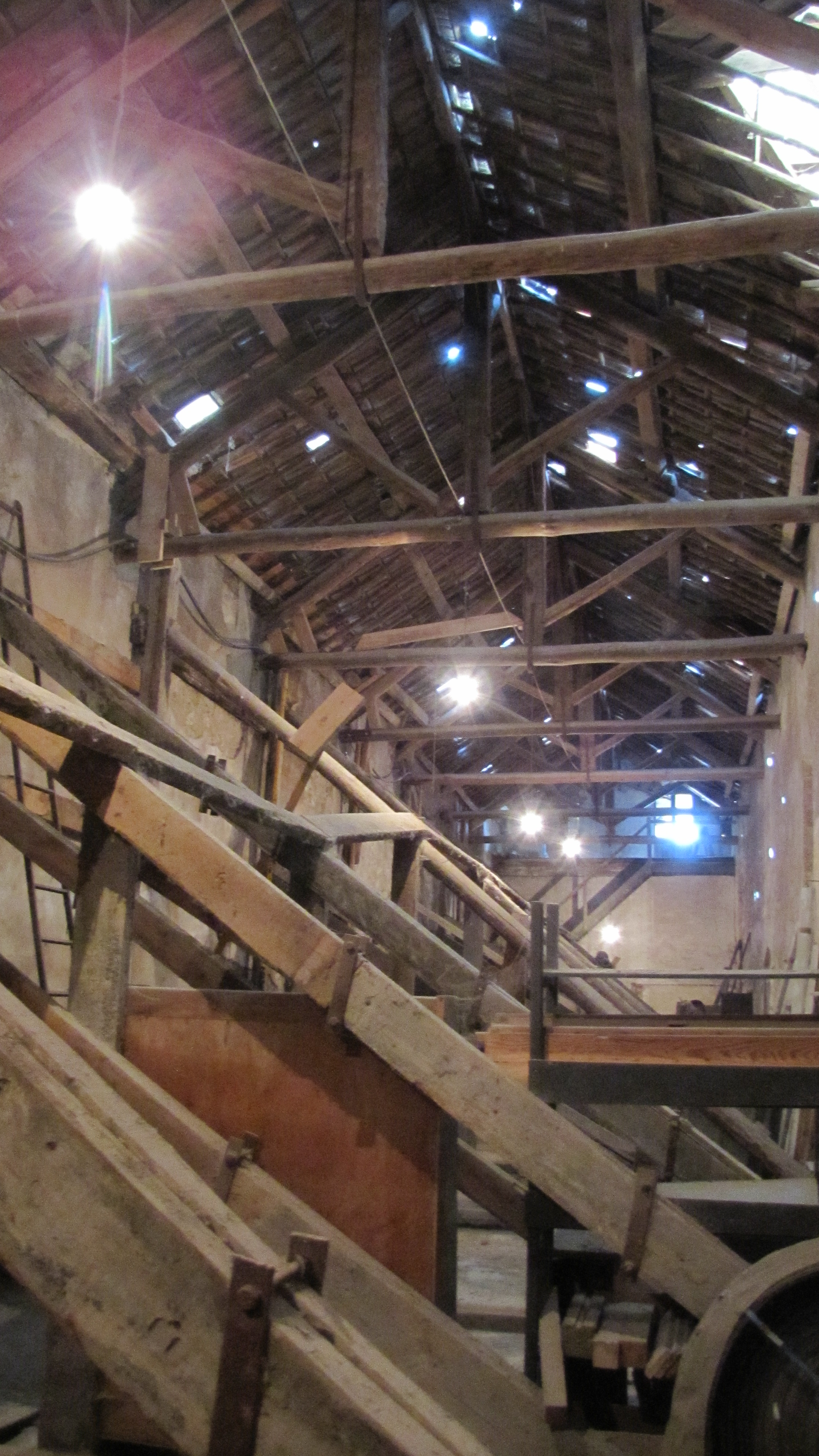
Apuntalamiento de principios de, en madera, en las antiguas instalaciones de Mirat y Vitaterra en Salamanca

Aunque los orígenes del Grupo se inician en 1812, año en que D. Gregorio Mirat instaló una fábrica de almidones en Salamanca (España), y aunque el Grupo ya en 1963 inició la producción de abonos complejos, no es hasta finales del siglo XX, cuando el grupo crea Vitaterra, un proyecto como división independiente dentro del grupo, con la finalidad de elaborar productos especializados para el sector de la jardinería. 
Con los años han ido ampliando su gama de productos, entre los que se incluyen insecticidas, antiplagas, fungicidas, herbicidas, además de Vitaterra Nature, una línea ecológica completa de fertilizantes, abonos y fitoprotectores para el control de plagas y enfermedades, válidos en agricultura ecológica.
Sus instalaciones en Salamanca, originarias del siglo XIX, son los únicos exponentes en buen estado de conservación de la arquitectura industrial salmantina.

### Convento de Nuestra Señora de la Victoria
Integrado dentro de sus naves se encuentra el Convento de Nuestra Señora de la Victoria perteneciente a la orden de Orden de San Jerónimo, fundado en el año 1490 y finalizado en 1513, que tras cerca de tres siglos de esplendor fue prácticamente devastado por las tropas francesas. Tras la primera y fallida experiencia industrial que arrasó con la mayor parte de los restos que todavía podrían encontrarse, el solar, finalmente, llegó a manos de la familia Mirat, que levantó la actual fábrica de abonos aprovechando algunas partes de la construcción religiosa que todavía se mantenían en pie. 
De esta forma, la fábrica conserva vestigios de muros, bodegas y algunas de las estancias del antiguo convento. Restos entre los que destacan el gran arco abovedado de más de tres metros del célebre Juan de Álava (autor de la Casa de las Muertes, del Colegio Fonseca o de los Siete emblemas de la Universidad de Salamanca), así como varios escudos labrados.
Chimeneas, naves del siglo XIX, largas arquerías de ladrillo y bóvedas del siglo XIX completan el testimonio del periodo industrializador.

## Marcas y Productos
Vitaterra está dividida en las siguientes líneas:
- Plantas de Interior y Terraza: fertilizantes, abonos, abrillantadores, hormonas,...
- Bluefficient: abono universal.
- Huerto y Jardín: abonos, pastas cicatrizantes, repelentes, pulverizadores y abonadoras.
- Césped: abonos.
- Protección de Plantas: insecticidas, antiplagas, fungicidas, herbicidas,...
- Vitaterra Nature: Gama de productos ecológicos y componentes naturales: fertilizantes, abonos y control de plagas y enfermedades. Entre ellos se incluye guano,[4] quelato, aminoácidos y una línea específica para el cultivo del Cannabis: Vitacannab.

## Galería de fotos

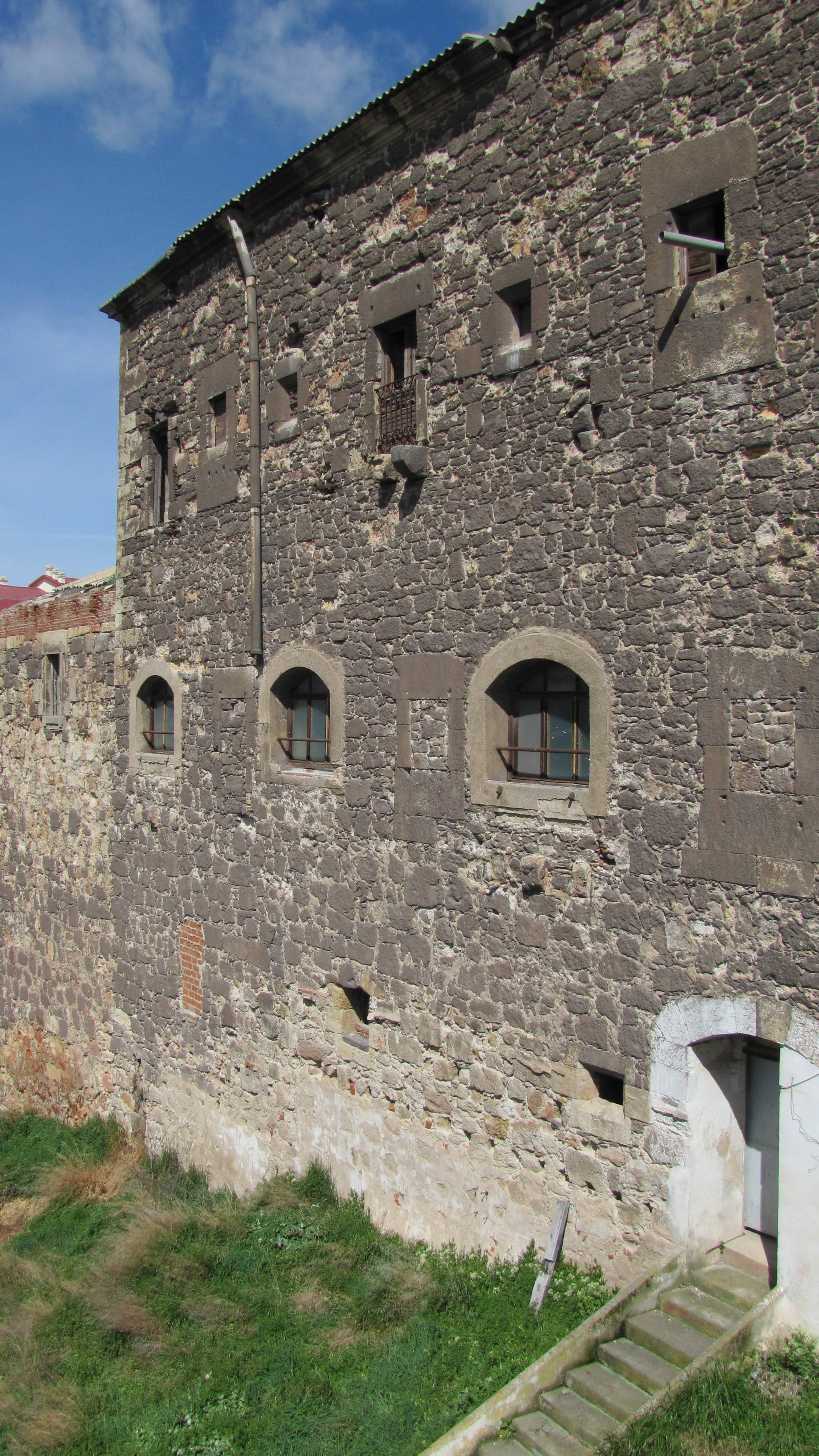
Antiguas dependencias del Convento de Nuestra Señora de la Victoria.
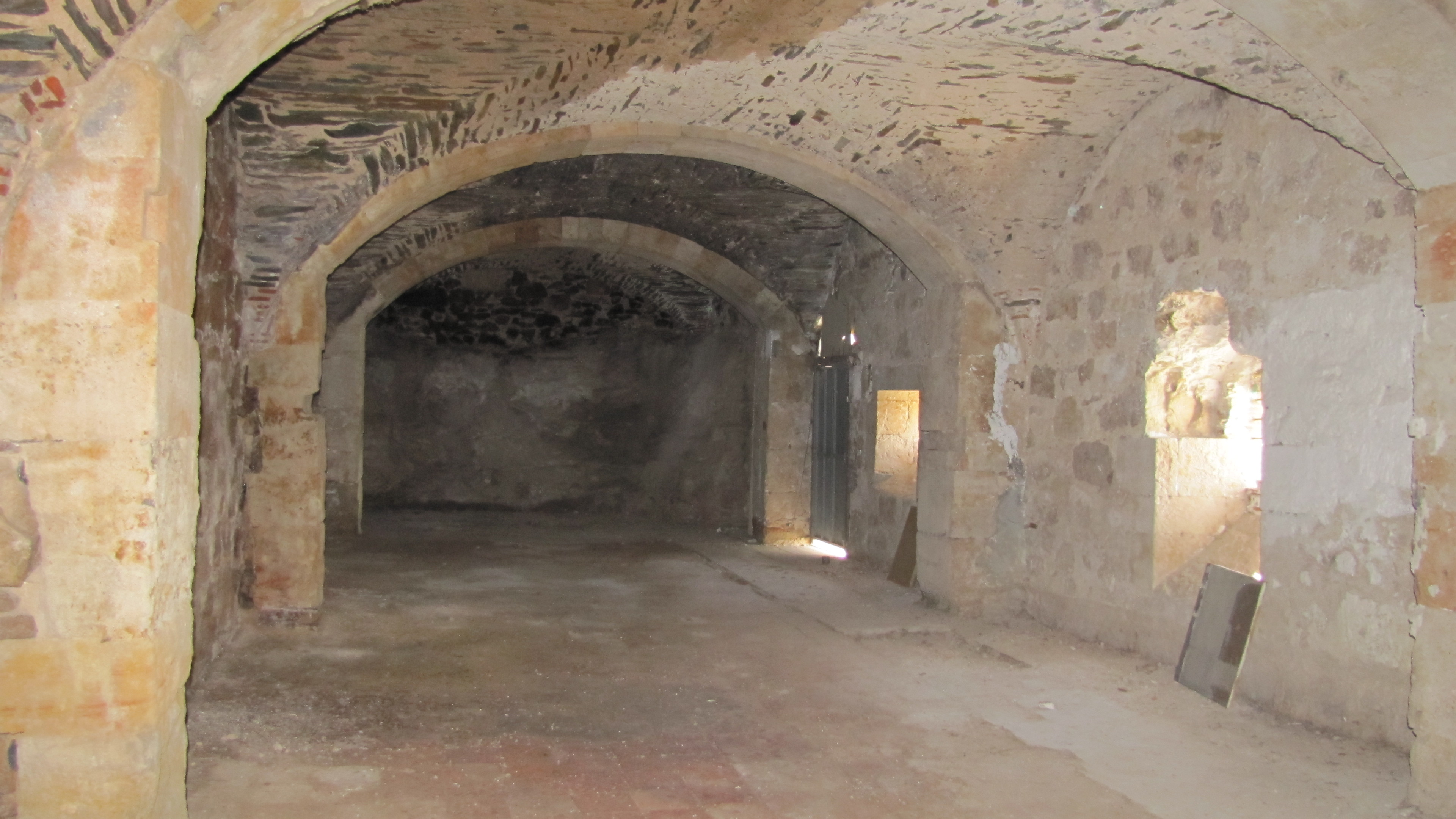
Interior de las antiguas dependencias del Convento.
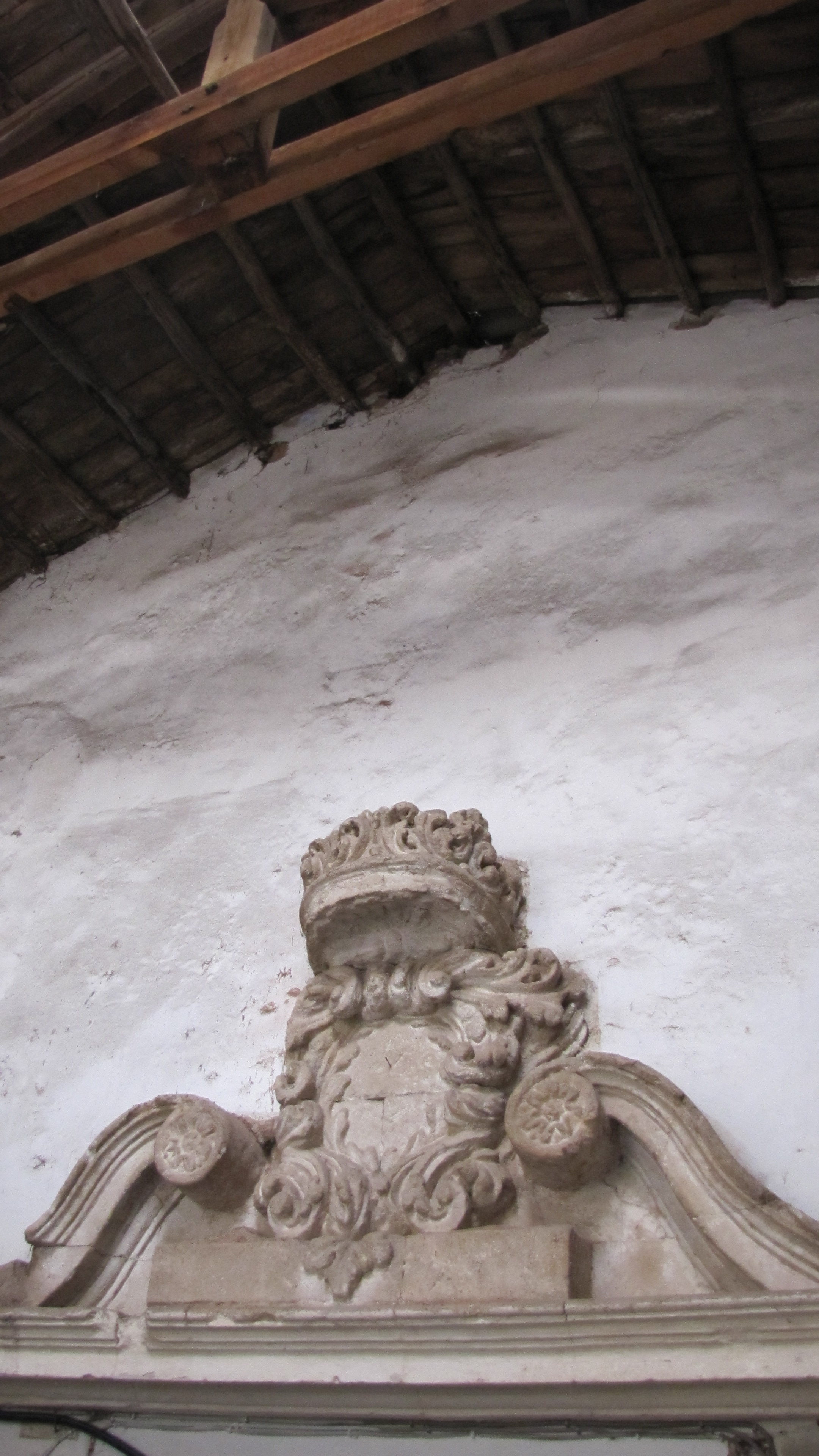
Detalle de una puerta barroca del siglo XVIII, dentro de las instalaciones.
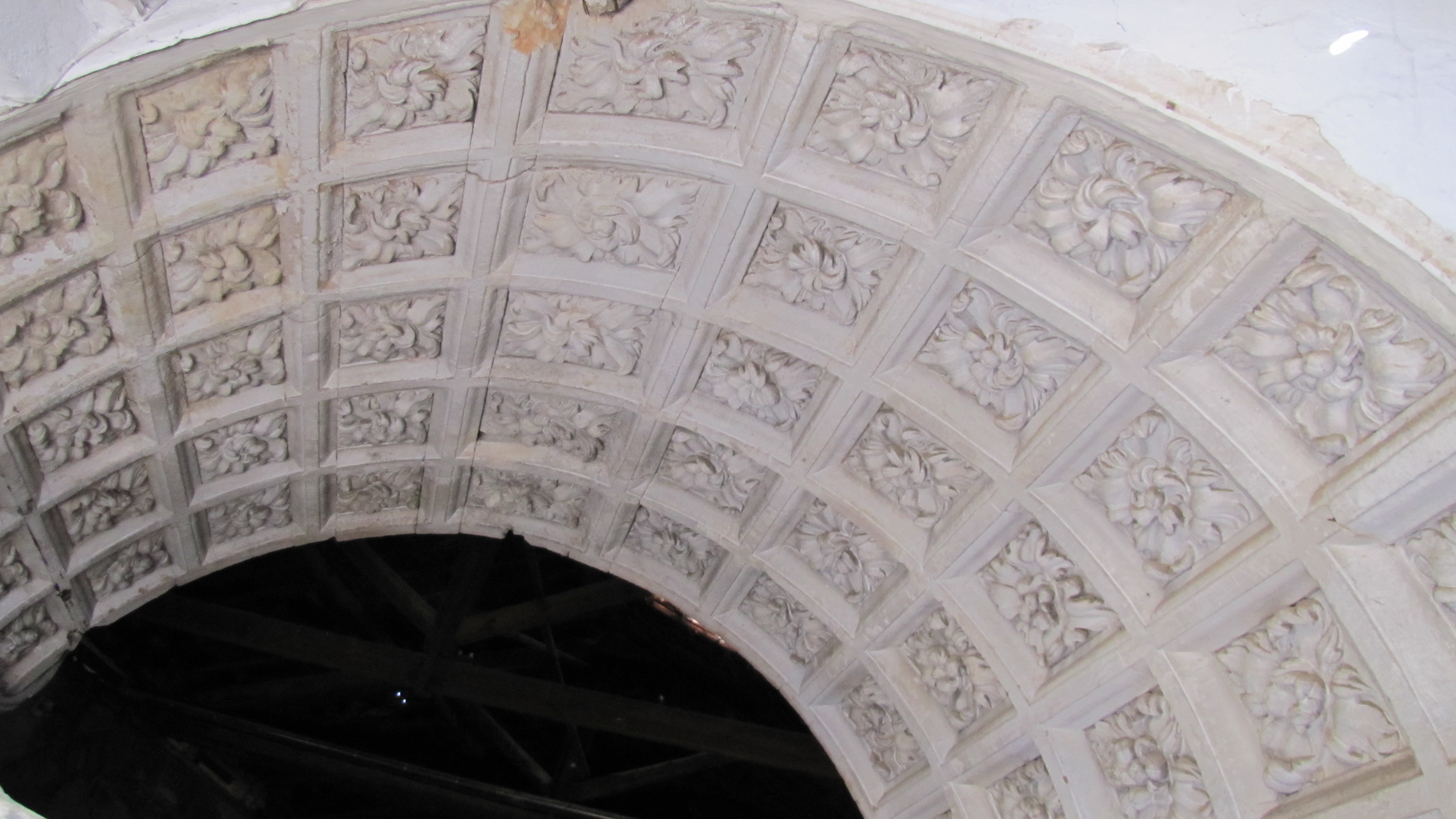
Detalle superior de un arco del monasterio, probablemente obra de Juan de Álava.